# Oakland (Carolina del Sur)
Oakland es un lugar designado por el censo ubicado en el condado de Sumter, en el estado estadounidense de Carolina del Sur. La localidad en el año 2000 tiene una población de 1.272 habitantes en una superficie de 1.8 km², con una densidad poblacional de 722.4 personas por km². 

## Geografía
Oakland se encuentra ubicado en las coordenadas 33°59′17″N 80°29′58″O / 33.98806, -80.49944. Según la Oficina del Censo, el pueblo tiene un área total de 1,8 km² (0,7 mi²), de la cual 1,8 km² (0,7 mi²) es tierra y 0 km² (0 mi²) (0.0%) es agua.

### Localidades adyacentes
El siguiente diagrama muestra a las localidades en un radio de 12 kilómetros (7,5 mi) de Oakland.

## Demografía
En el 2000 la renta per cápita promedia del hogar era de $43.889, y el ingreso promedio para una familia era de $46.806. El ingreso per cápita para la localidad era de $21.272. En 2000 los hombres tenían un ingreso per cápita de $28.750 contra $20.764 para las mujeres. Alrededor del 6.60% de la población estaba bajo el umbral de pobreza nacional. 